# Utopia (jeu vidéo)
Pour les articles homonymes, voir Utopia (homonymie).
Utopia est un jeu vidéo de type stratégie au tour par tour développé par Don Daglow pour la console Intellivision. Publié par Mattel en 1981, il est considéré comme le premier jeu du genre commercialisé et un précurseur des god games et des city-builder. Le jeu a été porté l’ordinateur personnel Aquarius et, en 2010, le jeu a été réédité via le système Game Room de Microsoft pour la console Xbox 360 et les PC,.

## Système de jeu
Utopia se joue à deux au tour par tour et ne permet pas de jouer contre un adversaire contrôlé par l’intelligence artificielle du jeu. Avant le début d’une partie, les joueurs doivent choisir le nombre de tour de celle-ci et la durée de chaque tour.
Chaque joueur gère sa propre île et utilise la manette pour déplacer un curseur rectangulaire sur l’écran. Les joueurs doivent utiliser de l’or pour construire différents types de bâtiments, pour fabriquer des bateaux de pêche ou des PT boat ou pour chercher une activité rebelle sur l’île de l’adversaire. En même temps que la population de l’île augmente, le joueur doit nourrir et s’assurer du bonheur de celle-ci mais aussi gérer les problèmes liés aux activités des rebelles qui peuvent réduire le score du joueur ou détruire des bâtiments. Les revenus des joueurs sont générés lorsque des nuages créés aléatoirement passent au-dessus des fermes de son île, lorsque les bateaux de pêche sont positionnés sur un banc de poisson et à la fin de chaque tour en fonction de la productivité des usines et des bateaux du joueur. Le gagnant est le joueur ayant amassé le plus de point à la fin de la partie,.
À chaque tour, le joueur peut construire des bâtiments et manœuvrer en temps réel ses bateaux de pêche pour suivre les bancs de poisson. Le joueur peut également tenter de couler les bateaux de pêche de son adversaire en utilisant les PT-boat.
L’algorithme du jeu génère aléatoirement les déplacements des nuages, des tempêtes, des bancs de poisson et des bateaux pirates.

## Développement
Les illustrations du packaging sont de Jerrol Richardson.

## Accueil
Bien que Mattel, l’éditeur du jeu, n’espère rien de celui-ci, Utopia est un des plus gros succès du Consumer Electronics Show de janvier 1982 et se vend plutôt bien pour un titre sur Intellivision. Alors que la plupart des jeux de stratégie au tour par tour de l’époque s’inspirent des jeux de plateau, Utopia s’en démarque clairement et propose de nombreuses innovations. Il introduit notamment un système de score permettant d’évaluer le taux d’apaisement de la population, une intelligence artificielle complexe conduisant à des réactions réalistes aux instructions du joueur et surtout, il se focalise autant sur les combats que sur la gestion des ressources, ce qui préfigure un des sous-genre des jeux de stratégie au tour par tour, les jeux 4X.

## Héritage
Utopia est présent, émulé, dans la compilation Intellivision Lives! (en) sortie sur diverses plateformes.
Le 7 juillet 2010, Utopia est ajouté au service Game Room (en) de Microsoft, accessible sur Xbox 360 et PC.
Utopia fait partie des jeux intégrés dans la console Intellivision Flashback, sortie en 2014.